# Gissler & Pass
Gissler & Pass GmbH ist ein deutsches Unternehmen in der Verpackungsherstellung mit Sitz in ⊙ Jülich und ⊙ Rodenberg.
Als Papierveredelungsunternehmen gegründet reicht das Leistungsspektrum des in 4. Generation geführten Familienunternehmens heute von der Entwicklung und Produktion individueller, kreativer POS-Displays bis hin zu intelligenten Verpackungslösungen in allen gängigen Druck- und Fertigungsverfahren.
Seit 1997 ist GISSLER & PASS Mitglied der Alliabox, einem europäischen Netzwerkunternehmen, das sich aus unabhängigen, familiengeführten Verpackungsunternehmen zusammensetzt und Verpackungen & Displays aus Wellpappe für internationale Markenartikler und starke Handelsmarkenhersteller in mehr als 25 europäischen Ländern produziert.
2019 beschäftigte Gissler & Pass ca. 470 Mitarbeiter. Der Umsatz betrug 2019 ca. 115 Millionen Euro.

## Geschichte
Das 1882 von Hermann Gissler und seinem Cousin Carl Wilhelm Pass gegründete Papierveredelungsunternehmen griff 1924 die 1871 von Apotheker Albert Jones erfundene Wellpappe als Verpackungswerkstoff auf.
1924 erkannte Walther Gissler das Zukunftspotenzial des Werkstoffes Wellpappe und kaufte den Jülicher Wellpappenbetrieb der Engländer Thompson und Norris.
Im Jahr 1961 gründete Richard Gissler-Weber das Zweigwerk in Rodenberg. 1963 übernahm Gissler & Pass das Unternehmen Dürener Druck und Verpackungsgesellschaft DDV und erweiterte das Fertigungsprogramm um den Bereich der offsetkaschierten Verpackungen.
1971 wurde das neue Wellpappenwerk in Jülich/Lorsbeck in Betrieb genommen.
1994 erfolgte der Abschluss der Zertifizierung aller Werke nach ISO 9001.
1997 trat Gissler & Pass dem Netzwerk Alliabox bei und baute somit europaweit die internationale Ausrichtung aus.
1999 präsentierte Gissler & Pass Produkte in G- und F-Welle im Offsetdirektdruck.
2001 wurden alle Werke nach dem Umweltstandard ISO 14001 zertifiziert.
2002 eröffnete das Werk für Displaybau & Co-Packing in Jülich/Kirchberg.
Das Werk Rodenberg wurde in den Jahren 2003 bis 2006 zum zweiten, gleichwertigen Offsetstandort ausgebaut.
2007 nahm das Werk Jülich eine neue Anlage für die Kaschierung von Doppelwellpappe im Großformat in Betrieb. Die Arbeitsbreite lag bei 1.620 × 1.620 mm. Darüber hinaus wurde in diesem Jahr der Grundstein für die neue Offsetdruckerei gelegt – Grundstückserwerb und Baubeginn. Die offizielle Einweihung erfolgte 2008. Von nun an wurde im XXL-Format gedruckt. Neben drei Druckmaschinen verfügt die Offsetdruckerei über ein hochmodernes Lager- und Logistikkonzept, ein automatisiertes Farblabor und eine zentrale Farbversorgung. Die Druckerei erfüllt höchste Umweltstandards und ermöglicht eine ressourcen-schonende Produktion.
2008 erfolgte die Zertifizierung des Hygienemanagements gemäß GMP FEFCO Standard.
Zum Ausbau der Kompetenz im Bereich Regalgerechte Verpackungen (Shelf-Ready-Packaging) installierte Gissler & Pass 2009 zwei neue Faltschachtelklebemaschinen für mehrteilige Verpackungen.
2010 investierte das Unternehmen in die Optimierung der High-Quality Flexodruck-Technologie.
2011 erfolgte die FSC-Zertifizierung aller Werke.
2013 die Zertifizierung aller Werke nach DIN 50001.
Ein umfassendes Investitionsprogramm entwickelte die Werke Rodenberg & Lorsbeck 2015 zu Kompetenzzentren für Just-in-Time Fertigung.
Unter den Schlagworten Automation & Digitalisierung erfolgte 2020 die Erweiterung der Kaschier- & Verarbeitungskapazitäten und die Einführung eines neuen ERP-Systems.